# Montpellier HSC
Montpellier Hérault Sport Club (normalt bare kendt som Montpellier HSC) er en fransk fodboldklub fra Montpellier i Languedoc-Roussillon-regionen. Klubben spiller i Ligue 1. Den blev stiftet under sit nuværende navn i 1974, efter tidligere at have været kendt som SO Montpellier. Holdet spiller sine hjemmekampe på Stade de la Mosson, og dens største triumfer er sejrene i pokalturneringen Coupe de France i henholdsvis 1929 og 1990.

## Historie
Montpellier HSC blev stiftet i 1974, som en videreførelse af klubben SO Montpellier. Holdet vandt mesterskabet i 2011/2012, dette var deres første mesterskab i klubbens Historie, de har udover mesterskabet vundet to gange, i 1929 og 1990 vundet pokalturneringen Coupe de France. I 1992 vandt man desuden landets Liga Cup, Coupe de la Ligue. I 1999 markerede Montpellier sig på den internationale scene da man vandt UEFA Intertoto Cup.

## Titler
- Ligue 1 (1): 2012.

- Coupe de France (2): 1929 og 1990

- Coupe de la Ligue (1): 1992

- UEFA Intertoto Cup (1): 1999

## Kendte spillere
- Laurent Blanc
- Jacques Santini
- Eric Cantona
- Roger Milla
- Carlos Valderrama
- Olivier Giroud

## Danske spillere
- Ingen